# Демон всередині
Демон всередині (англ. The Autopsy of Jane Doe) — американський фільм жахів 2016 року режисера Андре Овредала. Прем'єрний показ відбувся під час кінофестивалю у Торонто 9 вересня 2016 року, прокат у США розпочався 21 грудня. Перший англомовний фільм Андре Орведаля.

## Сюжет
У стрічці фахівець із судової медицини разом зі своїм сином на прохання шерифа терміново, до ранку, мають розслідувати причину смерті невстановленої особи жіночої статті.
У процесі аутопсії поступово розкриваються та з'ясовуються подробиці з попереднього життя покійниці що, утім, ще більш заплутує слідство, і поступово перетворюється на шабаш паранормальних явищ.

## Головні ролі
| Актор           | Роль         |
| --------------- | ------------ |
| Браян Кокс      | Том Тілден   |
| Еміль Гірш      | Остін Тілден |
| Офелія Ловібонд | Емма         |
| Олвін Келлі     | Джейн Доу    |

## Сприйняття
Оцінка на сайті IMDb — 6,8/10.